# أو بي تسير
أو بي تسير (بالألمانية: O. P. Zier)‏ O. P. Zier (ولد في 20 أكتوبر 1954 في زالتسبورغ، واسمه الأصلي اوتمار بيتر تسيرلينجر Othmar Peter Zierlinger) هو كاتب نمساوي.

## حياته
نشأ تسير في ليند. وكتب للإذاعة ما بين تمثيليات ومقالات إذاعية، وكذلك للتلفاز أفلام وثائقية لمحطات نمساوية وألمانية. نشر في صحف عدة منها Die Zeit في هامبورغ وDie Presse في فيينا وSalzburger Nachrichten وغيرها، وكذلك للمجلات ومنها profil في فيينا وLiteratur und Kritik في زالتسبورغ وغيرها. واتخذ من ليند وهو المكان الذي نشأ فيه مسرحا لقصصه ورواياته مثل بلا عاصفة Sturmfrei والرحلة السماوية Himmelfahrt.

## جوائز حصل عليها
- جائزة تيودور كورنر التشجيعية 1977
- جائزة جيورج ريندل عن رواية بلا عاصفة
- جائزة الكتاب Buch.Preis عن رواية الرحلة السماوية 2000

## من أعماله
- بلا حلم (قصص 1977)
- بشر في الريف 1981
- الرحلة السماوية (رواية 1998)
- بلا عاصفة (رواية 2001)
- ليند رقم 26 Lend Nr. 26 2003